# Emilio Martínez Lázaro
Emilio Martínez Lázaro (Madrid, 1945) è un regista e sceneggiatore spagnolo.
Ha vinto l'Orso d'oro al Festival internazionale del cinema di Berlino nel 1978 con Las palabras de Max.

## Filmografia
- Pastel de sangre (1971)
- Las palabras de Max (1978)
- Sus años dorados (1980)
- Lulù di notte (Lulú de noche) (1985)
- Il gioco più divertente (El juego más divertido) (1988)
- Amo il tuo bel letto (Amo tu cama rica) (1991)
- I peggiori anni della nostra vita (Los peores años de nuestra vida) (1994)
- Carreteras secundarias (1997)
- Ingannevoli sospetti (La voz de su amo) (2001)
- El otro lado de la cama (2002)
- Los 2 lados de la cama (2005)
- Le 13 rose (Las 13 rosas) (2007)
- La montaña rusa (2012)
- Ocho apellidos vascos (2014)
- Ocho apellidos catalanes (2015)